# Laserna (Álava)
Laserna es una localidad del municipio de Laguardia, en la provincia de Álava, País Vasco (España).

## Despoblado
Forma parte del lugar el despoblado de:
- Las Casetas.[1]

## Historia
Hacia mediados del siglo XIX, el lugar, por entonces referido como un barrio ya perteneciente a Laguardia, tenía contabilizada una población de 62 habitantes. Aparece descrito en el décimo volumen del Diccionario geográfico-estadístico-histórico de España y sus posesiones de Ultramar de Pascual Madoz con las siguientes palabras:

LASERNA: barrio en la prov. de Alava, part. jud. y térm. jurisd. de Laguardia (2 leg.). sit. al E. de la citada v., disfruta de clima saludable: tiene sobre 14 casas esparcidas en cas., igl. parr. (Ntra. Sra. de las Casetas), aneja de Laguardia y servida por un beneficiado de la matriz: el terreno es de regular calidad. prod.: vino y aceite, y cria alguna caza. pobl.: 14 vec., 62 almas.
(Madoz, 1847, p. 93)

En 2022, la entidad singular de población tenía empadronados 45 habitantes y el núcleo de población, 41.

## Demografía
| Gráfica de evolución demográfica de Laserna entre 2000 y 2022 |
|                                                               |
| Población de derecho según los censos de población del INE.   |

## Patrimonio
Hay en el lugar una iglesia de Nuestra Señora de las Casetas.